# Josef Jennewein
Josef „Pepi“ Jennewein (* 21. November 1919 in St. Anton am Arlberg; † 27. Juli 1943 bei Orjol, Sowjetunion) war ein österreichischer und deutscher Skirennläufer und Skispringer. Er wurde bei den Weltmeisterschaften 1939 in Zakopane Weltmeister in der Alpinen Kombination und Vizeweltmeister in der Abfahrt und im Slalom. Zudem gewann er bei den Weltmeisterschaften 1941 die Goldmedaille in der Abfahrt und in der Kombination, diese wurden jedoch später nicht offiziell anerkannt.
Während des Zweiten Weltkriegs war er Jagdflieger der deutschen Luftwaffe und galt seit einer Notlandung hinter der sowjetischen Frontlinie als verschollen.

## Biografie

### Skirennläufer
Jennewein stand erstmals im Alter von drei Jahren auf Skiern. Bereits während seiner Schulzeit wurde er vom ebenfalls aus St. Anton stammenden Skirennläufer Rudolph Matt trainiert und gewann 1931 die Tiroler Skimeisterschaften in der Jugendklasse. Neben dem Alpinen Skisport betrieb er auch das Skispringen und stellte im Winter 1934 einen persönlichen Rekord von 70 Metern auf.
Nach seinem Schulabschluss arbeitete Jennewein unter Hannes Schneider und Rudolph Matt in der Skischule seines Heimatortes. Ab Herbst 1938 war Jennewein als Ausbildner für Skilehrer in Sonthofen tätig und er wurde in das großdeutsche Nationalteam aufgenommen. Seine ersten großen Erfolge feierte er 1939 in Wengen: Er gewann den Slalom, wurde Dritter in der Abfahrt und belegte in der Kombinationswertung den zweiten Platz. Sehr erfolgreich war Jennewein auch bei den Weltmeisterschaften 1939 in Zakopane. Im Slalom und in der Abfahrt erreichte er jeweils den zweiten Platz und wurde damit Weltmeister in der Kombination. Im Winter 1940 gewann er die Abfahrt, den Slalom und die Kombination bei der Wintersportwoche in Garmisch, dasselbe gelang ihm auch bei den Deutschen Meisterschaften, die in St. Anton ausgetragen wurden. Bei den Weltmeisterschaften 1941 in Cortina d’Ampezzo, die trotz des Krieges stattfand, siegte Jennewein in der Abfahrt und in der Kombination und belegte Rang sechs im Slalom. Bei den zeitgleich stattfindenden Nordischen Weltmeisterschaften wurde er 14. im Springen. Seine letzten Siege feierte er 1941 in St. Anton, wo er Abfahrt und Kombination des Tschammer-Pokals gewann.
Dass die Weltmeisterschaften 1941 und damit auch seine beiden Weltmeistertitel von der FIS im Jahr 1946 für ungültig erklärt wurden, weil aufgrund der damaligen politischen Lage nur wenige Nationen daran teilnehmen konnten, erlebte Jennewein nicht mehr.

### Jagdflieger im Zweiten Weltkrieg
Jennewein war 1940 zur Luftwaffe einberufen worden. Nachdem er im Winter 1940/41 noch als Skirennläufer aktiv gewesen war, wurde er im Sommer 1941 nach Beendigung seiner Pilotenausbildung zur 4./Jagdfliegerschule 5 (JFS 5) an die Kanalfront verlegt. Bei seinem vierten Einsatz am 20. September 1941 konnte er mit dem Abschuss von drei Spitfire seine ersten drei Abschüsse verzeichnen. Mitte Oktober 1941 wurde er nach zwei weiteren Abschüssen an die Ostfront zum 2./Jagdgeschwader 51 (JG 51) verlegt. Im Sommer 1942 wurde er als Flugausbilder abgestellt. Bis dahin waren ihm an der Ostfront weitere zwölf Abschüsse gelungen. Noch vor Ende 1942 kehrte er zu seiner Einheit zurück. Von Mitte Jänner bis Ende Februar 1943 konnte er innerhalb weniger Wochen über 20 Flugzeuge der sowjetischen Luftstreitkräfte abschießen, wofür er am 1. März 1943 mit dem Ehrenpokal für besondere Leistung im Luftkrieg ausgezeichnet wurde. Nach seinem 45. Luftsieg wurde ihm im April 1943 das Deutsche Kreuz in Gold verliehen. Ende Juli 1943 gelang Jennewein sein 80. Abschuss. Nach einer Reihe von Luftkämpfen am 27. Juli 1943 musste er seine Focke-Wulf Fw 190 A-6 östlich von Orjol notlanden. Sein Skiclubkollege Josef Gabl flog diesen Einsatz zusammen mit Jennewein in einer eigenen Maschine und bekam von Jennewein über Funk die Meldung, wonach dessen Motor ausgefallen sei. Kurze Zeit später verlor Gabl den Sichtkontakt. Posthum wurde Jennewein zum Leutnant befördert und erhielt am 5. Dezember 1943 das Ritterkreuz.
Jennewein gelangen in 271 Einsätzen 86 Luftsiege, 81 davon an der Ostfront.

## Erfolge

### Weltmeisterschaften
- Zakopane 1939: 1. Kombination, 2. Slalom, 2. Abfahrt
- inoffiziell: Cortina d’Ampezzo 1941 (Alpin): 1. Kombination, 1. Abfahrt, 6. Slalom
- inoffiziell: Cortina d’Ampezzo 1941 (Nordisch): 14. Sprunglauf

### Deutsche Meisterschaften
- Dreifacher Deutscher Meister (Abfahrt, Slalom und Kombination 1940)